# Tình dục không bao cao su

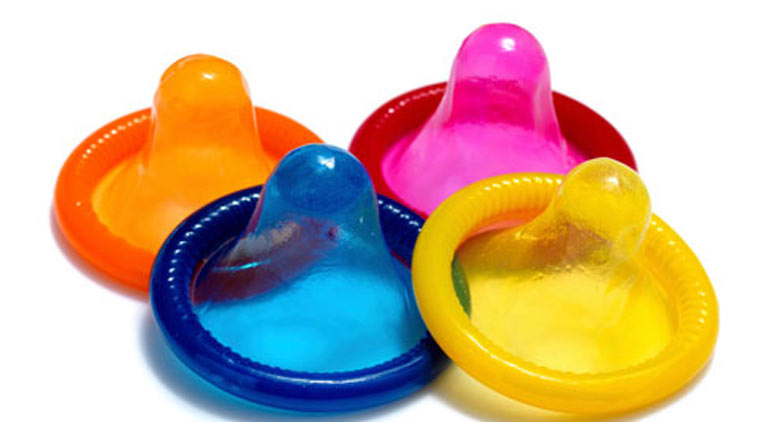
Một cái bao cao su

Tình dục không bao cao su (tiếng Anh: bareback hay bareback sex) là hoạt động tình dục, nhất là dạng có thâm nhập, mà không sử dụng bao cao su hay các biện pháp bảo vệ. Trong tiếng Anh, từ lóng bareback xuất phát từ thuật ngữ cùng tên, ý chỉ việc cưỡi ngựa mà không dùng yên.

## Sức khỏe
Ngoài nguy cơ lây nhiễm các bệnh STD, quan hệ bareback cũng thể gây ra những tổn thương vùng quan hệ cho người tham gia.